# Ameromyia strigosa
Ameromyia strigosa är en insektsart som först beskrevs av Banks 1909.  Ameromyia strigosa ingår i släktet Ameromyia och familjen myrlejonsländor. Inga underarter finns listade i Catalogue of Life.